# Yokote
Yokote (japanisch 横手市, -shi) ist eine Großstadt in der Präfektur Akita auf Honshū, der Hauptinsel von Japan.

## Geographie
Yokote liegt südöstlich von Akita und nördlich von Yamagata.
Das Ōu-Gebirge liegt ostwärts der Stadt. Der Omono durchfließt die Stadt.

## Geschichte
Yokote ist eine alte Burgstadt, in der während der Kamakura-Zeit die Onodera residierten. Die lokale Produktion umfasst Äpfel und „Yokote-Momen“ ein traditioneller Baumwollstoff.
Am 1. April 1951 wurde das 1889 zur Machi erhobene Yokote durch die Eingemeindung umliegender Dörfer zum Shi, welches seither durch weitere Eingemeindungen weiter gewachsen ist.

## Verkehr
- Straße:
  - Akita-Autobahn
  - Nationalstraße 13: nach Fukushima und Akita
  - Nationalstraßen 107, 342, 397
- Zug:
  - JR Ōu-Hauptlinie

## Lokale Feste
Yokote ist bekannt für seine „Kamakura“ (かまくら) Festival, einem Mittwinterfest, in der kleine Mini-Iglus für Kinder in der ganzen Stadt gebaut werden. Es wird in den Tagen nach dem Bonden Festival (Mitte Februar) gefeiert.

## Angrenzende Städte und Gemeinden
- Präfektur Akita
  - Yuzawa
  - Daisen
  - Yurihonjō
  - Higashinaruse
  - Misato
  - Ugo
- Präfektur Iwate
  - Nishiwaga

## Städtepartnerschaften

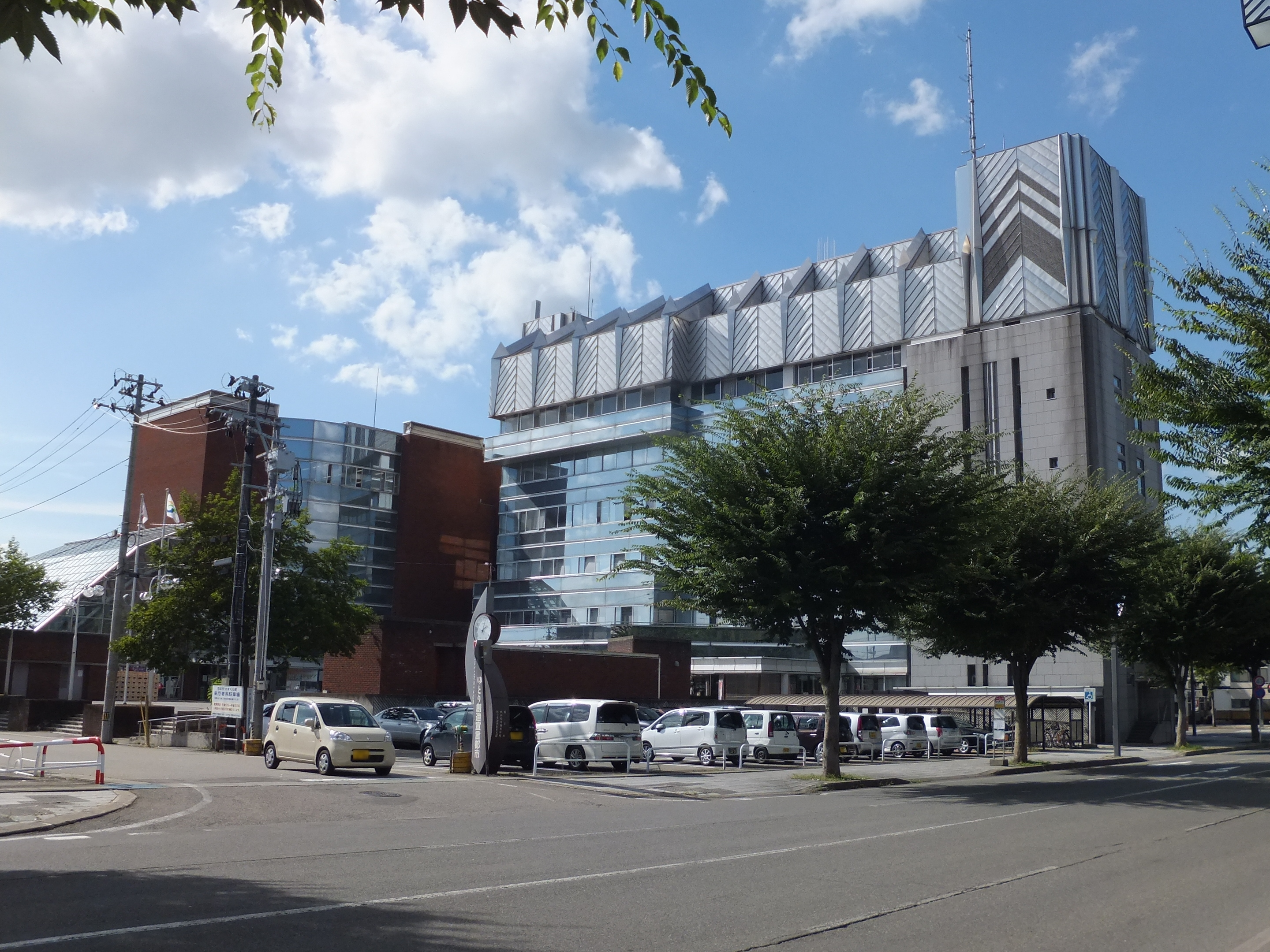
Hauptgebäude des Yokote City Hall und Kamakura-Gebäude des Yokote City Fureai Center

- Atsugi, Japan, seit 1985
- Naka, Japan, seit 2004

## Söhne und Töchter der Stadt
- Ishikawa Tatsuzō (1905–1985), Schriftsteller
- Mitsu Dan (* 1980), Schauspielerin
- Sayuri Sugawara (* 1990), Sängerin
- Sakurako Mukōgawa (* 1992), Skirennläuferin und Freestyle-Skierin